# 790
Раннє Середньовіччя. У Східній Римській імперії  триває правління Костянтина VI при регентстві Ірини Афінської.  Карл Великий править Франкським королівством. Північ Італії належить Франкському королівству, Рим і Равенна під управлінням Папи Римського, герцогства на південь від Римської області незалежні, деякі області на півночі та на півдні належать Візантії. Піренейський півострів, окрім Королівства Астурія, займає Кордовський емірат. В Англії триває період гептархії. Центр Аварського каганату лежить у Паннонії. Існують слов'янські держави: Карантанія, як васал Франкського королівства, та Перше Болгарське царство.
Аббасидський халіфат очолює Гарун ар-Рашид. У Китаї править династія Тан. В Індії почалося піднесення імперії Пала. В Японії триває період Хей'ан. Хазарський каганат підпорядкував собі кочові народи на великій степовій території між Азовським морем та Аралом. Територію на північ від Китаю займає Уйгурський каганат.
На території лісостепової України в VIII столітті виділяють пеньківську й корчацьку археологічні культури. У VIII столітті тривало швидке розселення слов'ян. У Північному Причорномор'ї співіснують різні кочові племена, зокрема булгари, хозари, алани, авари, тюрки, кримські готи.

## Події
- Внаслідок заколоту проти Ірини Афінської її син Костянтин VI стає єдиним правителем Візантії.
- Алкуїн тимчасово повернувся в Англію з Франкського королівства.
- У Вормському палаці Карла Великого сталася пожежа, що сприяло перенесенню столиці до Аахена.
- Тибетські війська здобули перемогу над уйгурами й дійшли до Амудар'ї.